# استیو الیس (منتقد ادبی)
استیو الیس (متولد 1952) شاعر و ادبیات‌پژوه انگلیسی و استاد ادبیات انگلیسی در دانشگاه بیرمنگام است.   وی برای آثارش در نقد شعر انگلیسی شهرت دارد.  